# 福井大学教育学部附属義務教育学校
福井大学教育学部附属義務教育学校（ふくいだいがくきょういくがくぶふぞくぎむきょういくがっこう）は、福井県福井市二の宮に所在する国立義務教育学校。
2017年（平成29年）4月の小・中学校の統合により、福井県内初の義務教育学校へ移行した。

## 概要
歴史
1947年（昭和22年）の学制改革により、新制中学校として設置された「福井師範学校附属中学校」を前身とする。
校訓
「自主協同」　
1963年（昭和38年）の独立開校以来の旧中学校の校訓。義務教育学校が設置されても変わっていない。
教育目標
1.〈自立〉
前期課程、自ら学び、よりよく問題を解決する子
後期課程、高い志を持って、主体的に学び続ける子
2.〈協働〉
前期課程、つながりを大切に、高め合う子
後期課程、対話を通じて、他者と共に新たな価値を生み出す子
3.〈貢献〉
前期課程、集団の一員として、責任と自覚を持って行動できる子
後期課程、民主社会の担い手としての自覚を持って行動できる子

## 沿革

### 前期課程
- 1885年（明治18年）12月23日 - 福井市佐佳枝上町84に「福井県立福井小学師範学校附属小学校」が開校。
- 1889年（明治22年）4月1日 - 「福井県尋常師範学校附属小学校」に改称。
- 1898年（明治31年）4月1日 - 「福井県師範学校附属小学校」に改称。
- 1928年（昭和3年）4月1日 - 鯖江女子師範学校の分離・独立に伴い、惜陰尋常高等小学校を女子師範学校代用附属小学校とする。
- 1934年（昭和9年）4月1日 - 福井市第四尋常高等小学校を（男子）師範学校代用附属校とする。
- 1941年（昭和16年）4月1日 - 国民学校令が施行される。尋常科が初等科に改められる。
  - （男子師範代用附属校）福井市第四尋常高等小学校が「福井市豊島国民学校」に改称。
  - （女子師範代用附属校）惜陰尋常高等小学校が「鯖江町惜陰国民学校」に改称。
- 1943年（昭和18年）4月1日 - 師範学校が官立（国立）移管される。
  - 福井市豊島国民学校を「福井師範学校男子部附属国民学校」に改称。
  - 鯖江町惜陰国民学校を「福井師範学校女子部附属代用国民学校」とする。
- 1946年（昭和21年）4月1日 - 師範学校の移転にともない、神明町神明国民学校に附属国民学校を併設。
- 1947年（昭和22年）4月1日 - 学制改革により、附属国民学校初等科を母体に「福井師範学校附属小学校」に改組。
- 1949年（昭和24年）5月 - 新制大学福井大学の発足によって、「福井大学福井師範学校附属小学校」に改称。
- 1951年（昭和26年）4月1日 - 福井師範学校の廃止により、「福井大学学芸学部附属小学校」に改称。
- 1953年（昭和28年）4月1日 - 学芸学部の福井市移転に伴い、福井市立春山小学校に附属小学校を併設。
- 1964年（昭和39年）3月 - 福井市重藤町に独立校舎が完成。
- 1966年（昭和41年）4月1日 - 学部名の改称により、「福井大学教育学部附属小学校」に改称。特殊学級を設置。
- 1971年（昭和46年）4月1日 - 特殊学級が分離し福井大学教育学部附属養護学校として独立。
- 1999年（平成11年）4月1日 - 学部名の改称により、「福井大学教育地域科学部附属小学校」に改称。
- 2004年（平成16年）4月1日 - 国立大学法人化。
- 2016年（平成28年）4月1日 - 学部名の改称により、「福井大学教育学部附属小学校」に改称。
- 2017年（平成29年）4月10日 - 福井大学教育学部附属義務教育学校開校。

### 後期課程
- 1947年（昭和22年）4月1日 - 学制改革により、附属国民学校の高等科が改組され、「福井師範学校附属中学校」が設置される。
- 1949年（昭和24年）5月 - 新制大学福井大学の発足によって、「福井大学福井師範学校附属中学校」に改称。
- 1951年（昭和26年）4月1日 - 福井師範学校の廃止により、「福井大学学芸学部附属中学校」に改称。
- 1963年（昭和38年） - 現在地に校舎を新築し独立開校。
- 1966年（昭和41年）4月1日 - 学部名改称により「福井大学教育学部附属中学校」に改称。
- 1985年（昭和60年）- 「開かれた学習意欲を育てる」を発刊。
- 1992年（平成4年）- 独立開校30周年記念式典を挙行。独立開校30周年記念誌を発行する。
- 1999年（平成11年）4月1日 - 学部名改称により「福井大学教育地域科学部附属中学校」に改称。
- 2004年（平成16年）4月1日 - 国立大学法人化。
- 2012年（平成24年） - 独立開校50周年記念式典を挙行。
- 2016年（平成28年）4月1日 - 学部名改称により「福井大学教育学部附属中学校」に改称。
- 2016年（平成28年）10月 - 新体育館竣工。
- 2017年（平成29年）4月10日 - 福井大学教育学部附属義務教育学校開校[1]。
- 2023年（令和5年）3月 - 校舎改修工事完了。

## 校歌
- 校歌制定委員会作詞／藤川一芳作曲

## 委員会活動
前期課程
- 運営委員会
- 音楽委員会
- 整美委員会
- 給食委員会
- 生活委員会
- 健康委員会
- 放送委員会
- 図書委員会
- 広報委員会

後期課程
常任委員会
- 生活委員会
- 整備委員会
- 保健委員会
- 図書委員会
- 文化委員会
- 保健体育委員会

- 国語委員会
- 社会委員会
- 数学委員会
- 理科委員会
- 音楽委員会
- 美術委員会
- 技術家庭委員会
- 英語委員会

臨時委員会
- 選挙管理委員会
- その他

## クラブ活動
前期課程
- 外スポ
- 中スポ1
- 卓球
- ボードゲーム
- 中スポ2

## 部活動
後期課程
- 男子ソフトテニス部
- 女子ソフトテニス部
- 男子卓球部
- 女子卓球部
- 男子バレーボール部
- 女子バレーボール部
- サッカー部
- 水泳部
- 合唱部
  - 2006年、第73回NHK全国学校音楽コンクール　中学校の部（全国大会、NHKホール）に初出場し、優良賞受賞。
  - 2007年、第60回全日本合唱コンクール　中学校部門(全国大会、岩手県民会館)に初出場し、銀賞受賞。
  - 2008年、第1回 声楽アンサンブルコンテスト　中学校部門(全国大会、福島市音楽堂)に初出場し、優良賞受賞。
  - 2008年、第75回NHK全国学校音楽コンクール　中学校の部（全国大会、NHKホール）に出場。
  - 2012年、第5回 声楽アンサンブルコンテスト　中学校部門(全国大会、福島市音楽堂)に出場し、銅賞受賞。
- 技術部

## 特色
総合学習を早くから取り入れており、時間数も多い。学年ごとにテーマを決めてそれぞれのテーマを追求している。それらは社会創生プロジェクト("社創"と呼ばれる）とよばれ、生徒たちによって作られている。
7年生の後期に各学年のテーマを基にした学年の歌（"学うた"と呼ばれる）を作り、6月の音楽集会で発表している（年によってはある）。8年生の後期に社創ドラマ（旧創作音楽ドラマ）を発表している。この社創ドラマは、脚本・作詞・作曲から、指揮・伴奏・キャストなどのほとんどを生徒の手で行っている。社会創生プロジェクトで学んだことを表現する場であったり、振り返ることを目的とした劇である。また、自主性や協調を目指し、観客からの批評を元に今後の活動に目処を立てる目的もある。福井大学附属義務教育学校後期課程の伝統として、9年生が文化祭で学級ごとに1時間の演劇を披露する活動がある。演劇準備、発表、運営、全て生徒が行い、クラスごとに四役と呼ばれる監督、助監督、脚本、演出を決め文化祭の発表に向け準備を行う。
年に2回、音楽集会が開催される。二年生は雅楽で笙、篳篥、龍笛などを一部の生徒だけが観客の前で演奏する。
クラス分けは、福井市内の中学校では珍しいアルファベットである。体育祭ではA組が赤色、B組が黄色、C組が青色の三色に分かれて競技を繰り広げる。教科別の授業も、教師がほとんど英語で話す英語の授業を始めとし、グループワークなどを多く使った特色ある授業が多い。ただ、教科書を使って授業をすることが比較的少ない。
中学入試で入ってきた外部生と幼稚園、小学校からとエスカレーター式に入学する内部生とがいる。

### 社会創生プロジェクト（元：学年プロジェクト）
福井大学教育学部附属義務教育学校で行われている総合的な学習の時間においての活動のこと。

#### 目的
福井大学教育学部附属義務教育学校での指導目的《探究するコミュニティ》の実現のために行われている。
また、リーダー育成、社会的人間関係を知るなどの目的もある。
校訓「自主協同｣をもとに自主的発言や行動、協調性を育むことが重視されている。

#### 内容
学年ごとに討論をして決定した、テーマをもとに探究が進められる。
福井大学教育学部附属義務学校で重視される児童生徒の自主的な言動や、協同性を高めるため、討論会やグループワークが多く使われる。

#### 討論会（ディベート）
討論会では、事前に社会創生プロジェクト実行委員("社実"と呼ばれる)が用意しておいた資料などをもとに実行委員が司会を務めて進行する。

#### 実行委員
決め方は学年それぞれである。彼らを中心に討論が進められる。
校外学習
附属の校外学習では先生が計画を立てるのではなく、生徒自身がそれぞれの活動で社創のテーマを元に課題を設定し、その課題を解決することを目的に訪問する場所を決定し、アポイントメントをとり、実際に訪問する。
社ドラ
今までの社会創生プロジェクトで行ってきたことを他者に分かりやすく伝えることを目的として、ドラマを作成する。

## 著名な卒業生
- 坂川優（政治家、福井市長）
- 笹木竜三（政治家、民主党衆議院議員）
- 岸由一郎（鉄道博物館学芸員）
- 福田布貴子（元福井テレビアナウンサー）
- 池田光咲（ファッションモデル、女優）
- 藤林温子（毎日放送アナウンサー）
- 道上美璃（NHKアナウンサー）
- 南後杏子（TBSアナウンサー）
- 斎藤成也（遺伝学者）
- 西辻一真（実業家）
- 加藤浩晃（医師）

## 学校周辺
- 燈明寺畷新田義貞戦歿伝説地
- 福井県道・石川県道5号福井加賀線（芦原街道）
- バロー（元ユース）
- あかのれん（ショッピングセンター）
- Super KaBoS
- えちぜん鉄道三国芦原線 八ツ島駅 - 相互には2 km近く離れているが、当校と運営母体が同じ福井大学教育学部附属特別支援学校の最寄り駅でもある。
- 福井県立藤島高等学校
- 福井県立歴史博物館

## アクセス
- 北陸新幹線・ハピラインふくい線 福井駅より、京福バス 20・21系統（幾久・新田塚線）「二の宮4丁目」または「新田塚」下車、いずれも約250 m。
- えちぜん鉄道三国芦原線 八ツ島駅から約850 m。但し学生玄関までは約450 m。
- E8 北陸自動車道 福井北ICから、主に国道416号経由 約7.5 km。
- E67 中部縦貫自動車道 松岡ICから、主に国道416号経由 約8.5 km。